# Catedral de Tumbes
La catedral de Tumbes  o  iglesia matriz San Nicolás de Tolentino es el nombre que recibe un templo afiliado y propiedad de la Iglesia católica ubicado en la localidad de Tumbes en el departamento del mismo nombre al norte del país sudamericano de Perú.
Está ubicado específicamente en la plaza mayor de Tumbes. Fue construida por los sacerdotes agustinos en el siglo XVII, cuando el país todavía estaba bajo el control del Imperio Español en estilo barroco.
Fue restaurada completamente en 1985.
Actualmente la parroquia está por cumplir en el año 2025, 235 años de elevación ante los registros.

## Señor de la Buena Esperanza
El 24 de mayo se da inicio a la novena del “Señor de la Buena Esperanza”, en la Iglesia de San Agustín, en el centro histórico de Quito.
La historia del Señor de la Buena Esperanza se remonta al año 1652 cuando, delante de la portería del Convento de San Agustín asomó una mula cargada de un cajón sin arriero que la dirija. El hermano portero al anochecer, previa orden del superior del convento, descargó la mula y en presencia de dos testigos, abierto el cajón encontró en el mismo una escultura del Señor de la Buena Esperanza con túnica de terciopelo y dos sandalias incrustadas de piedras preciosas, que la puso en exhibición pública en la portería.
El oficial de una platería acusó a Gabriel Cayancela de que había ido a vender una de las sandalias, y éste declaró que se la había obsequiado el Señor. Conducido Cayancela a la cárcel acusado de robo, declaró que abrumada su familia por la pobreza le fue a llorar al Señor y que El le arrojó la sandalia.

Esquivando los ataques de una muchedumbre exaltada, se colocó por la autoridad al supuesto reo en actitud de careo con la divina imagen y ésta “animada por una poderosa ráfaga de vida, que se dejó sentir en el alma de la turba emocionada”, alzó el otro pie y le arrojó al desventurado Cayancela la otra sandalia.
Ante tal evidencia el pueblo devolvió las sandalias al Señor, entregando a Cayancela cuarenta mil pesos de plata. Los Padres Agustinos colocaron la imagen en un nicho de su iglesia, porque por su peso, fue difícil trasladarla a la Catedral.